# Maya DiRado
Madeline Jane DiRado, detta Maya (San Francisco, 5 aprile 1993), è una nuotatrice statunitense, vincitrice di due medaglie d'oro ai Giochi olimpici di Rio de Janeiro 2016.
É specializzata nello stile libero, farfalla, dorso e nei misti. Ha frequentato la Stanford University,dove ha nuotato e vinto i titoli NCAA nei 200 e 400 yard misti individuali nel 2014 e si è laureata in scienze della gestione e ingegneria. Ai Trials statunitensi 2016 si è qualificata nei 200 e 400 metri misti, così come nei 200 metri dorso, per i Giochi olimpici 2016. Alle Olimpiadi di Rio de Janeiro ha vinto la medaglia d'oro con la staffetta femminile 4x200 metri stile libero, un argento nei 400 m misti individuali, un bronzo nei 200 m misti e un secondo oro grazie alla vittoria nei 200 m dorso. Subito dopo le Olimpiadi ha annunciato il suo ritiro dal mondo dello sport.

## Infanzia
DiRado è nata il 5 aprile del 1993 a San Francisco, California, figlia di Marit (da ragazza Parker) e Ruben DiRado. Suo padre è argentino, infatti i suoi genitori immigrarono in Sud America dall'Italia dopo la Seconda Guerra mondiale. Sua madre ha discendenze norvegesi. Iniziò a nuotare all'età di 6 anni quando si unì al Santa Rosa Neptunes. Si diplomò a 17 anni presso la Maria Carrillo High School in Santa Rosa, dove è stata 3 volte campionessa nazionale per le High School nelle 200 yard miste. Al suo ultimo anno, nel 2010, segnò il record per lo stato della California nelle 200 yard miste con il tempo di 1'56"17. Vinse anche il titolo nelle 100 yard stile libero nuotando in 49 secondi e 83 centesimi.

## Carriera collegiale
Facendo parte di una stirpe di laureati a Stanford, DiRado seguì le orme dei familiari e frequentò l'università di Stanford. Nel suo anno da matricola, Maya finì seconda nelle 200 yard miste, facendo segnare il tempo di 1'54"66, e terza nelle 400 yard miste (4'01"02) ai campionati NCAA. L'anno seguente arrivò terza e quarta nelle 200 e 400 yard miste, mentre concluse come seconda la gara dei 200 yard dorso che videro vincitrice la sua futura compagna di squadra alle olimpiadi, Elizabeth Beisel, segnando il tempo di 1'51"42. Maya fissò il record per le ragazze tra i 17 e 18 anni divenendo così la quinta nuotatrice di sempre a nuotare le 400 yard miste sotto in meno di 4 minuti (3'59"88). Nei campionati collegiali nazionali del 2013 concluse al terzo e secondo posto gli eventi delle 200 e 400 yard miste e quinta nelle 200 yard dorso. Concluse la sua carriera a Stanford conquistando i titoli individuali sia nelle 200 che nelle 400 yard miste, a cui si aggiunge una seconda piazza finale nelle 200 yard farfalla. Grazie alle prestazioni ottenute durante il suo secondo anno, venne nominata Pac-12 Swimmer of the Year.

## Carriera nel nuoto

### Trials Olimpici 2012
Ai Trials statunitensi del 2012, le gare valide per le qualificazioni alle Olimpiadi, DiRado nuotò i 200 m misti, i 400 m misti e i 200 m dorso. Concluse al quarto posto entrambi gli eventi nei misti, i quali non la videro qualificarsi per i Giochi di Londra in quanto solo il primo e il secondo classificato avrebbero ottenuto la qualificazione.

### Campionati mondiali di Barcellona 2013
DiRado si qualificò per i campionati mondiali, disputatisi a Barcellona, in tre eventi: 400 m misti, 200 m farfalla e la staffetta 4x200 m stile libero. Si guadagnò il posto vincendo i 400 m misti, ottenendo un argento nei 200 m farfalla e chiudendo come quinta i 200 m stile libero ai Campionati nazionali di Phillips 66 del 2013.
Nuotò nelle batterie di qualificazione della staffetta 4x200 m stile con Chelsea Chenault, Karlee Bispo e Jordan Mattern. La squadra finale, composta da Katie Ledecky, Shannon Vreeland, Karlee Bispo e Missy Franklin, vinse la 4x200 m stile la sera, quindi la DiRado venne premiata con la medaglia d'oro per il contributo offerto durante la fase preliminare. Giunse anche quarta nella gara dei 400 m misti e dodicesima nei 200 m farfalla.

### Giochi PanPacifici 2014
Maya vinse due medaglie ai Giochi PanPacifici del 2014 - l'oro nei 200 m misti e l'argento nei 400 m misti. Nei 200 m misti batté l'australiana Alicia Coutts in 2'09"93 rispetto al 2'10"05, tempo con cui pareggiò il record della manifestazione stabilito da Emily Seebohm nel 2010. Terminò seconda la gara dei 400 m misti con il tempo di 4'35"37, mentre con un 4'31"99 vinse la sua compagna di squadra Elizabeth Beisel. La DiRado finì nona la gara dei 200 m farfalla.

### Campionati mondiali di Kazan 2015
DiRado prese parte a due eventi durante i campionati mondiali di Kazan, ovvero le gare individuali dei misti. Nella prima , i 200 m misti, la DiRado finì appena fuori dalla zona medaglie toccando con il quarto tempo in 2'08"99. Tuttavia si prese la sua prima medaglia individuale ai Campionati mondiali nei 400 m misti, che concluse al secondo posto in 4'31"71 dietro solo a Katinka Hosszú.

### Giochi olimpici di Rio de Janeiro 2016
Nel corso dei Trials statunitensi, valevoli per le qualificazioni alle Olimpiadi di Rio, la DiRado entrò a far parte della squadra olimpica statunitense per la prima volta grazie alla vittoria dei 200 m misti, dei 400 m misti e dei 200 m dorso.
Ai Giochi olimpici del 2016, Maya DiRado vinse quattro medaglie - due ori, un argento ed un bronzo. Durante la prima notte di gare, la DiRado concluse al secondo posto la gara dei 400 m misti in 4'31"15 dietro a Katinka Hosszú, che segnò il nuovo primato mondiale. Vinse anche un bronzo nei 200 m misti grazie al nuovo primato personale di 2'08"79. Sebbene non partecipò alla gara dei 200 m stile durante i Trials, la DiRado venne inserita, dagli allenatori, nello schieramento di partenza della staffetta 4x200 m stile libero. Insieme con Allison Schmitt, Leah Smith e Katie Ledecky, la DiRado vinse la sua prima medaglia d'oro alle Olimpiadi. Nella sua ultima gara, i 200 m dorso, Maya DiRado incontrò nuovamente Katinka Hosszú, la quale era la favorita per la vittoria finale. La Hosszú condusse l'intera gara finché la DiRado non emerse negli ultimi 25 metri e anticipò la nuotatrice ungherese di soli 6 centesimi, 2'05"99 rispetto a 2'06"05, vincendo la gara.

## Vita privata
Maya DiRado si è sposata con l'ex nuotatore della Stanford University Rob Andrews il 9 settembre 2015, presso la chiesa presbiteriana di Santa Rosa, California. I due si conobbero durante il periodo passato nella squadra di nuoto di Stanford. Nell'autunno del 2016 si è unita al McKinsey & Company come analista d'affari.

## Palmarès
- Giochi olimpici

Rio de Janeiro 2016: oro nei 200m dorso e nella 4x200m sl, argento nei 400m misti e bronzo nei 200m misti.
- Mondiali

Barcellona 2013: oro nella 4x200m sl
Kazan 2015: argento nei 400m misti
- Giochi PanPacifici

Gold Coast 2014: oro nei 200m misti e argento nei 400m misti.
- Universiadi

Shenzhen 2011: oro nei 400m misti.